# Paddy Mayne
El tinent coronel Robert Blair Mayne, DSO & Tres Barres (11 de gener de 1915 - 14 de desembre de 1955), més conegut com a Paddy Mayne, va ser un oficial de l'exèrcit britànic de Newtownards, jugador de rugbi amb Irlanda i els British Lions, advocat, boxejador aficionat, i membre fundador del Servei Aeri Especial (SAS).
Durant la Segona Guerra Mundial, Mayne va ser un dels soldats més condecorats de l'exèrcit britànic. Se li va negar polèmicament la Creu Victòria.

## Biografia

### Primers anys i assoliments esportius
Robert Blair «Paddy» Mayne, nascut a Newtownards, comtat de Down (Irlanda; ara Irlanda del Nord), va ser el sisè de set fills d'una família protestant. Els Mayne eren terratinents destacats que posseïen diversos negocis minoristes a la ciutat. Van posar-li Robert Blair en honor d'un cosí segon, que quan ell va néixer era oficial de l'exèrcit britànic en la Primera Guerra Mundial.
Mayne va assistir a l'escola de secundària Regent House, on es va fer evident el seu talent per al rugbi a 15, i des del setze anys va jugar a l'escola i també a l'equip local de l'Ards RFC. A l'escola també va jugar a cricket i a golf, i va mostrar aptituds com a tirador al club de tir. Després va estudiar dret a la Queen's University de Belfast, per ser advocat. Mentre era a la universitat, Mayne era oficial cadet a la Queen's University, Contingent de Belfast, del Cos d'Ensenyament d'Oficials.
A la universitat també es va dedicar a la boxa, i va ser campió de pes pesant de les universitats irlandeses l'agost de 1936. Va seguir així i va arribar a la final del campionat de pes pesant de les universitats britàniques, però va ser derrotat per punts. Amb un handicap de 8, va guanyar l'any següent la Scrabo Golf Club President's Cup.
El seu primer trofeu amb la selecció de rugbi irlandesa també va arribar el 1937, en un partit contra Gal·les. Després d'aconseguir cinc trofeus més per a Irlanda com a davanter, Mayne va ser seleccionat per a la gira dels British Lions de 1938 a Sud-àfrica. Magrat que van perdre el primer partit, un diari sud-africà va declarar que Mayne era «excel·lent en un grup que va aguantar de manera valenta i incansable la tremenda tasca". Va jugar en disset dels vint partits provincials i en les tres proves. En tornar de Sud-àfrica, va fitxar pel Malone RFC de Belfast.
Mentre era de gira a Sud-àfrica amb els Lions l'any 1938, el seu caràcter incontrolable va fer-se patent; va destrossar les habitacions d'hotel dels seus col·legues, va alliberar temporalment un pres amb el qual s'havia fet amic i que estava treballant en la construcció de l'Ellis Park Stadium i també es va escapar d'un sopar formal per anar a caçar antílops.
A principis de 1939, Mayne es va graduar a Queen's i es va entrar a treballar a George Maclaine & Co a Belfast, després d'haver fet pràctiques a TCG Mackintosh durant els cinc anys anteriors. Mayne va rebre elogis durant els tres partits d'Irlanda que va jugar el 1939, amb un informe que afirmava «l'eficàcia tranquil·la, gairebé despietada, de Mayne contrasta clarament amb l'eufòria d'O'Loughlin; apareix en el costat lent, però recorre el camp a una velocitat extraordinària per a un home de la seva constitució, comhan descobert els tres quarts ala i el darrer».

### Segona Guerra Mundial

#### Tasques inicials
El març de 1939, abans de l'esclat de la Segona Guerra Mundial, Mayne s'havia inscrit en la Reserva Suplementària a Newtownards i va rebre un encàrrec a l'Artilleria Reial, sent destinat a la 5a bateria antiaèria lleugera, al 8è Regiment antiaeri, més tard al 8è Regiment Antiaeri Pesat (Belfast). Quan la bateria va ser assignada al 9è Regiment Antiaeri (més tard al 9è Regiment AA Pesat (Londonderry) per al servei a l'estranger, Mayne va ser transferit al 66è Regiment Lleuger AA d'Irlanda del Nord. Després, l'abril de 1940, va ser transferit de nou, aquesta vegada als Royal Ulster Rifles.
Després de la crida de Churchill per formar una força d'atac "matar i marxar" després de l'evacuació de Dunkerque, Mayne es va oferir voluntària per al recentment format 11è Comando (escocès). Va veure l'acció per primera vegada el juny de 1941 com a segon tinent amb l'11è Comando durant la campanya Síria-Líban. Mayne va dirigir amb èxit una secció d'homes durant la batalla del riu Litani al Líban contra les forces franceses de Vichy. L'operació va ser comandada pel major Dick Pedder, Highland Light Infantry, que va morir en acció. Mayne va tenir un paper distingit en l'atac, pel qual va rebre una menció als despatxos.

#### Trasllat al SAS
El nom de Mayne va ser recomanat al capità David Stirling pel seu amic el tinent Eoin McGonigal, un company de l'11è comando (escocès) i un dels primers voluntaris del Servei Aeri Especial (SAS); llavors coneguda simplement com la Unitat de Paracaigudes. Es creu àmpliament que Mayne estava arrestat per colpejar el seu comandant, el tinent coronel Geoffrey Charles Tasker Keyes quan Stirling el va conèixer. Una entrada escrita a mà al diari personal de Keyes diu que ell no estava al embolic de l'oficial de l'11è Comando (escocès) a Salamina, a Xipre, el vespre del 21 de juny de 1941, data en què Mayne va ser acusat d'haver colpejat un company, el major Charles Napier. Keyes s'havia quedat la nit en un altre lloc i va arribar a Salamina l'endemà, 22 de juny de 1941, quan els problemes ja havien passat. Keyes afirma al seu diari que va dur a terme una investigació i va trobar responsable a Mayne.
El diari de Keyes deixa clar que Mayne va ser portat davant el comandant de la division, el brigadier Rodwell, el 23 de juny, per haver agredit Napier, el segon al comandament del seu batalló. Mayne tenia rancúnia contra Napier, que no havia participat en l'atac de Litani i que, segons un membre de l'11è Comando, havia disparat al gos de la mascota de Mayne mentre Mayne havia estat fora. Mayne estava lligat a la seva mascota i estava furiós per això. El diari de Keyes registra que, la nit del 21 de juny, després de beure molt al embolic, Mayne va esperar a la tenda de Napier i el va agredir quan va tornar. Keyes també registra al seu diari que Mayne va ser acomiadat de l'11è Comando l'endemà, 23 de juny, però no diu que va ser arrestat.

#### SAS – 1941 i 1942
Des de novembre de 1941 fins a finals de 1942, Mayne va participar en moltes incursions nocturnes darrere de les línies enemigues als deserts d'Egipte i Líbia, on el SAS va fer estralls destruint molts avions enemics a terra. Mayne va ser pioner en l'ús de jeeps militars per dur a terme incursions sorpresa d'impacte i fugida, especialment als aeròdroms de l'Eix. Es va afirmar que havia destruït personalment fins a 100 avions.
La seva primera incursió reeixida a Wadi Tamet el 14 de desembre de 1941, on es van destruir avions i dipòsits de gasolina, va ajudar a mantenir el SAS en existència, després del fracàs de l'anterior incursió inicial darrere de les línies enemigues. Per la seva part en l'atac de Tamet, Mayne va rebre l'orde del Servei Distingit (DSO). També va rebre una nova menció als despatxos el 24 de febrer de 1942.
L'informe oficial de Mayne sobre la incursió de Tamet assenyala:
S'han produït els danys següents a l'aeròdrom o als voltants:

(a) Es van col·locar bombes en 14 avions.
(b) 10 aeronaus van resultar danyades per haver destruït els quadres d'instruments.
(c) Van explotar dipòsits de bombes i benzina.
(d) El reconeixement es va fer fins al passeig marítim però només es van trobar barraques buides.
(e) Es van volar diversos pals de telèfon.
(f) Alguns italians van ser seguits, i la barraca de la qual van sortir va ser atacada per metralleta i foc de pistoles i es van col·locar bombes sobre i al seu voltant. Semblava que hi havia una trentena d'habitants. Danys causats desconeguts.
Mayne va participar en l'atac de SAS més reeixit de la guerra del desert quan, la nit del 26 de juliol de 1942, amb divuit jeeps armats, ell i Stirling van atacar l'aeròdrom de Sidi Haneish. Van evitar la detecció, van destruir fins a 40 avions alemanys i van escapar amb la pèrdua de només tres jeeps i dos homes morts.

#### Comandant
Després de la captura de Stirling el gener de 1943, el 1r Regiment SAS es va reorganitzar en dues parts separades, l'Esquadró d'Incursions Especials (SRS) i la Secció Especial d'Embarcacions (el precursor del Servei Especial d'Embarcacions). Com a major, Mayne va ser designat per comandar l'Esquadró d'Incursions Especials i va dirigir la unitat a Sicília i Itàlia fins a finals de 1943. A Sicília, Mayne va rebre una barra per a la seva DSO. La citació oficial diu el següent:
El 10 de juliol de 1943, el major Mayne va dur a terme dues operacions amb èxit, la primera la captura de la bateria de CD, el resultat de la qual va ser vital per a l'aterratge segur del 13 Cos. A la nit, l'SRS havia capturat tres bateries addicionals, 450 presoners, a més de matar entre 200 i 300 italians. La segona operació va ser capturar i detenir el poble d'Augusta. L'aterratge es va dur a terme a la llum del dia, una operació combinada més perillosa. Per l'audàcia mostrada, els italians es van veure obligats a abandonar les seves posicions i masses de magatzems i equipament es van salvar de la demolició de l'enemic. En ambdues operacions, el coratge, la determinació i el lideratge excel·lent del Major Mayne van ser la clau de l'èxit. Va dirigir personalment els seus homes des de les embarcacions de desembarcament davant el fort foc de metralladores. Amb aquesta acció, va aconseguir forçar el seu camí a terra on era possible formar i resumir les defenses de l'enemic.
El gener de 1944 Mayne va ser ascendit a tinent coronel i nomenat oficial al comandament del 1r Regiment SAS reformat. Posteriorment va dirigir el SAS amb gran distinció a través de les campanyes finals de la guerra a França, els Països Baixos, Bèlgica, Alemanya i Noruega, sovint fent campanyes al costat de lluitadors de la resistència locals, inclòs el maquis francès. En reconeixement del seu lideratge i al seu menyspreu personal pel perill mentre es trobava a França, en el qual es va formar i va treballar en estreta col·laboració amb la Resistència francesa, Mayne va rebre la segona barra per a la seva DSO La citació oficial deia:
El tinent coronel R.B. Mayne DSO ha comandat 1 regiment SAS durant tot el període d'operacions a França. El 8 d'agost de 1944, va ser enviat a la base de l'operació Houndsworth, situada a l'oest de Dijon, per tal de coordinar i fer-se càrrec dels destacaments disponibles del seu regiment i coordinar les seves activitats amb un important aterratge aerotransportat que es preveia aleshores a prop de París. A continuació, va procedir en un jeep a la llum del dia fins a la base GAIN fent el viatge complet en un dia. A l'aproximació de les Forces Aliades, va passar a través de les línies del seu jeep per contactar amb les Forces Americanes i tornar a guiar a través de les línies que el seu destacament de vint jeeps va aterrar per a l'operació WALLACE. Durant les setmanes següents, va penetrar amb èxit en les línies alemanyes i americanes en quatre ocasions per tal de dirigir equips de reforços. Va ser totalment degut al bon lideratge i exemple del tinent coronel Mayne, i al seu total menyspreu pel perill, que la unitat va poder aconseguir èxits tan sorprenents.
Durant la guerra es va convertir en un dels soldats més condecorats de l'exèrcit britànic i va rebre la DSO amb tres barres.

#### Recomanació per a la Creu Victòria
Mayne va veure acció durant les campanyes a Sicília, Itàlia i el nord-oest d'Europa i més tard a la guerra va dirigir dos esquadrons de jeeps blindats a través de les línies del front cap a Oldenburg. Va rescatar els seus ferits i va eliminar una posició de metralladora alemanya en un poble local. Una citació, aprovada pel mariscal de camp Bernard Montgomery, comandant del 21è Grup d'Exèrcits Aliat, va ser emesa recomanant Mayne per a la Creu Victòria.
L'èxit de la seva missió d'obrir el camí per a la 4a divisió canadenca (blindada) i sembrar la desorganització entre l'enemic es va deure al seu "brillant lideratge militar i un coratge calculador fresc" i un "únic acte de valentia" que "va fer que l'enemic fos un poble clau fortament dominat, trencant així l'escorça de les defenses enemigues en tot aquest sector". No obstant això, en una pràctica estàndard de l'època, el premi va ser rebaixat a un guardó menor, i Mayne va rebre una tercera barra per a la DSO (és a dir, una quarta concessió de la DSO).
El major general Sir Robert Laycock, cap d'operacions combinades de postguerra, va escriure:
| « | Crec que he de deixar una línia només per dir-te com de profundament agraeixo el gran honor de poder dirigir-me, com a amic meu, a un oficial que ha aconseguit la tasca pràcticament sense precedents de recollir no menys de quatre DSO. (M'han informat que hi ha un altre superhome a la Royal Air Force). Et mereixes encara més, i al meu entendre, les autoritats competents no coneixen realment la teva feina. Si ho fessin, també t'haurien donat una VC. Si us plau, no somiis amb respondre aquesta carta, que porta amb si la meva més sincera admiració i un profund sentit d'honor per haver estat associat alguna vegada amb tu. | » |

Els contemporanis de Mayne es van preguntar per què no se li va concedir una Creu de Victòria. L'assumpte va arribar al punt culminant quan, després d'una campanya pública, es va presentar al Parlament del Regne Unit la qüestió d'un premi pòstum. Una moció primerenca presentada a la Cambra dels Comuns el juny de 2005 i recolzada per més de 100 diputats també va declarar que:
| « | Aquesta Cambra reconeix la greu injustícia infligida al tinent coronel Paddy Mayne, del 1r SAS, que va guanyar la Creu de Victòria a Oldenburg al nord-oest d'Alemanya el 9 d'abril de 1945; assenyala que es va rebaixar posteriorment, uns sis mesos més tard, a una tercera barra a la DSO, que la citació s'havia alterat clarament i que David Stirling, fundador de la SAS, ha confirmat que hi havia un prejudici considerable cap a Mayne i que el rei Jordi VI va preguntar per què la Creu de Victòria l'havia "eludit tan estranyament"; assenyala, a més, que el 14 de desembre farà 50 anys de la mort prematura del coronel Mayne, en un accident de trànsit, i que anirà seguit el 29 de gener de 2006 pel 150è aniversari de la signatura de l'Ordre Reial d'institució de la Creu Victòria; i, per tant, demana al Govern que commemora aquests aniversaris donant instruccions a les autoritats competents que actuïn sense demora per restablir la Victoria Cross donada per un coratge personal excepcional i un lideratge de primer nivell i que reconegui que les accions de Mayne aquell dia van salvar la vida de molts homes. i va ajudar molt als aliats a avançar cap a Berlín. | » |

El govern del Regne Unit es va negar a reobrir el cas, tot i que l'Associació Blair Mayne es va comprometre a continuar la seva campanya per atorgar retrospectivament la Creu Victòria.

### Després de la guerra

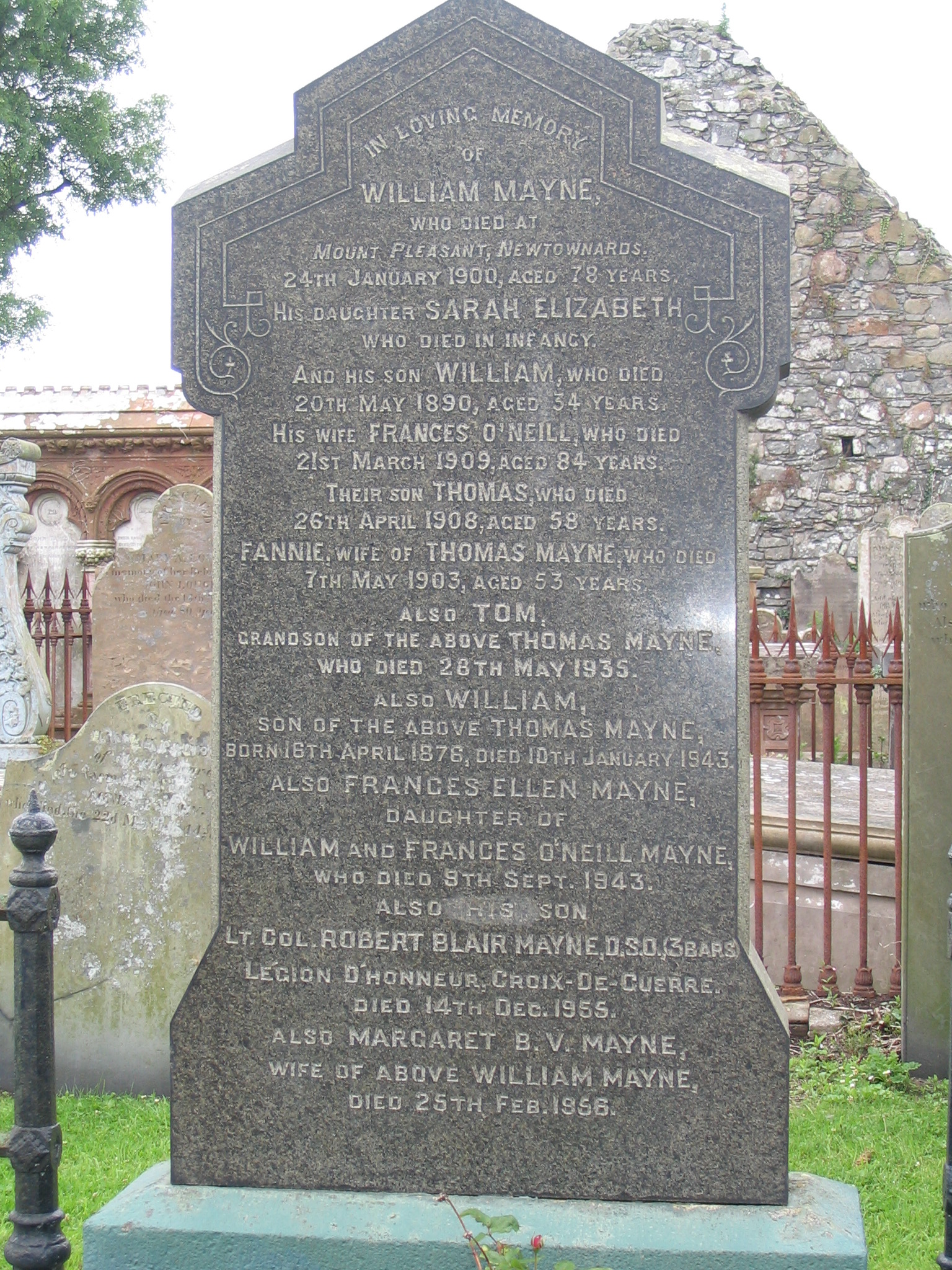
La tomba de Mayne Cementiri de l'abadia de Movilla a Newtownards

El 1945 Mayne va ser reclutat per a l'Enquesta de Dependències de les Illes Malvines com a adjunt del líder de l'expedició Edward W. Bingham. Va visitar les illes Malvines, l'illa Deception i Port Lockroy.
Mayne va tornar a Newtownards per treballar primer com a advocat i després com a secretari del Law Society of Northern Ireland. Va patir un fort mal d'esquena que li va impedir fins i tot veure el rugbi com a espectador. Poques vegades parlava del seu servei en temps de guerra.
La nit del dimarts 13 de desembre de 1955, després d'assistir a una reunió habitual de la Friendship Lodge, Mayne va continuar bevent amb un amic maçònic a la propera ciutat de Bangor, abans de tornar a casa a primera hora. Cap a les 04:00 el van trobar mort al seu Riley roadster a Mill Street, Newtownards, després d'haver xocat amb el vehicle d'un granger.
Al seu funeral, centenars de dolents es van presentar per presentar els seus respectes i per veure'l enterrat en un solar familiar a l'antic cementiri de l'abadia de Movilla de la ciutat. Després de la seva mort, la seva joia maçònica va ser conservada durant molts anys per un vell amic de l'escola abans de ser presentada al Newtownards Borough Council on es va mostrar a la sala de l'alcalde de les oficines del Consell. Posteriorment es va batejar una carretera de la vila en honor seu i l'any 1997 se li va dedicar una estàtua a l'exterior de l'ajuntament.

## Reputació
Durant la gira dels Lions de 1938 es diu que Mayne es va relaxar "destrossant hotels i lluitant contra els estibadors".
Mayne també es descriu com cada cop més retirada a mesura que avançava la guerra, preferint els llibres a la companyia dels amics. Es deia que aquesta tendència es va accentuar després de la mort del seu pare durant la Segona Guerra Mundial. A Mayne se li va negar l'autorització per assistir al funeral i una història l'ha embarcat en un afartament de begudes al centre del Caire en un esforç per trobar i colpejar Richard Dimbleby.
Mayne es va inclinar a protestar amb els seus col·legues de les forces armades que mostraven poca o cap comprensió de la complexa política d'Irlanda del Nord.

## Llegat

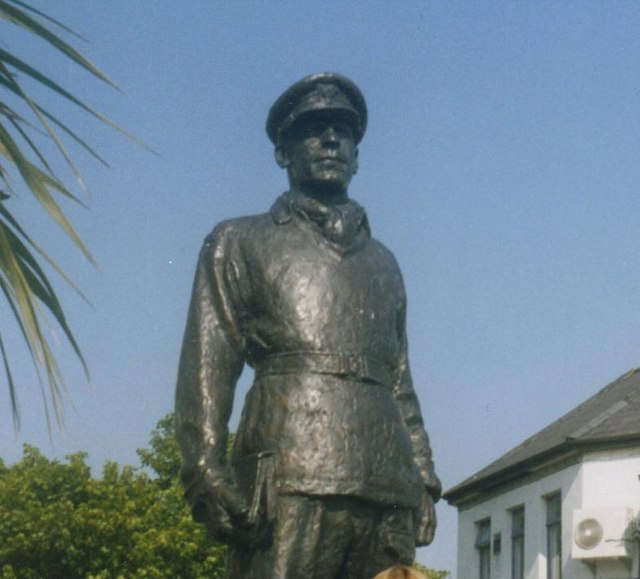
Estàtua de Pady Maine

Una estàtua de bronze de mida menys que natural de Blair Mayne es troba a Conway Square, Newtownards. El 2003 una base temporal de l'exèrcit britànic a Kuwait, ocupada pel primer batalló del Royal Irish Regiment, va rebre el seu nom: Camp Blair Mayne. Va ser allà on el tinent coronel Tim Collins, 1r Batalló, el comandant del Regiment Reial Irlandès (ell mateix un antic oficial del SAS), va pronunciar la seva celebrada adreça a les seves tropes la vigília de la invasió de l' Iraq el 2003.
Mayne és interpretat per Jack O'Connell al drama històric de televisió de la BBC del 2022 SAS: Rogue Heroes.

## Dates de promoció
- Tinent de 2a – 06/03/1939
- Capità – 21/12/1942
- Major – 07/04/1944 (en funcions: 21/12/1942)
- Tinent Coronel – 07/04/1944[40]

## Condecoracions
Company de l'orde del Servei Distingit amb 3 Barres
 Orde del Servei Distingit – 24 de febrer de 1942
 1a Barra a l'orde del Servei Distingit – 24 d'octubre de 1943
 2a Barra a l'orde del Servei Distingit – 29 de març de 1945
 3a Barra a l'orde del Servei Distingit – 11 d'octubre de 1945
 Estrella de 1939-45
 Estrella d'Àfrica amb fermall '8th ARMY'
 Estrella d'Itàlia
 Estrella de França i Alemanya
 Medalla de la Defensa
 Medalla de la Guerra 1939-1945 amb fulla de roure
 2 Mencions als Despatxos – juny de 1941 - 24 de febrer de 1942
 Oficial de la Legió d'Honor (França)
 Creu de Guerra 1939-1945 (França)